# Luingne
 (septembre 2017).
Si vous disposez d'ouvrages ou d'articles de référence ou si vous connaissez des sites web de qualité traitant du thème abordé ici, merci de compléter l'article en donnant les références utiles à sa vérifiabilité et en les liant à la section « Notes et références ».
Luingne [lwiɲ] ou [lɥiɲ] (en néerlandais Lowingen, en picard Lœne, Lœgne) est un village, qui s'étend sur 554 hectares, de la ville belge de Mouscron, située en Wallonie picarde dans la province de Hainaut.
C'était une commune à part entière avant la fusion des communes de 1977. Les habitants sont surnommés « les Cleugnottes ». Cette section a la particularité d'être en deux parties : Luingne même et l'enclave de Luingne.

## Étymologie
- Propriété de (suffixe -inia) Liubwin (germanique *win « ami »), anthroponyme germanique. La traduction néerlandaise Lowingen signifie : chez ceux de (suffixe -ingen) Liubila, hypocoristique de Liubwin[5].
- Propriété de Luina (féminin de Luinus (cité en 1075), variation probable de Lunius, gentilice dérivé de Lunus[6].

### Formes anciennes
- 1176 Luina.
- 1178 Luigne.

## Évolution démographique
- Sources : INS, Rem. : 1831 jusqu'en 1970 = recensements, 1976 = nombre d'habitants au 31 décembre.

## Histoire
Commune du département de la Lys sous le régime français, elle fut transférée de la province de Flandre-Occidentale à celle de Hainaut en 1963.
L'Histoire de Luingne est largement méconnue même par ses habitants. Il y a environ deux mille ans, des légionnaires recevaient ces terres en paiement de 25 années de bons et loyaux services à la cause de Rome. La théorie la plus probable avance que ce fut peut-être le cas pour un homme nommé Liubwin, qui donna son nom à Luingne. Le village à la particularité d'être composé de deux parties séparées. L’hypothèse la plus probable est que Liubwin étendit ses terres et qu'un jour, un de ses descendants épousa une héritière qui lui apporta un fief situé ailleurs. Liubwin devint propriétaire de deux domaines séparés d'où L'enclave de Luingne.
Au début du XIIe siècle, dans une bulle du pape Pascal II, on trouve trace d'un autel à Luingne.
Le premier à porter le titre de seigneur de Luingne fut Bernard de la Barre, un riche marchand de vin de Tournai. Il acheta le fief des Haies le 25 novembre 1329
et  dans la foulée la seigneurie de Mouscron le 19 janvier 1332. Mouscron était donc dirigé par le maître de Luingne. Il construisit une ferme fortifiée entourée de douves
Son fils,Tiercelet De la Barre fut maître d'hôtel du roi de France Charles V puis du roi de Chypre Pierre puis enfin du comte de Flandre, Philippe le Hardi duc de Bourgogne Philippe le Hardi.
Par le jeu des mariages, la seigneurie de Mouscron (qui englobait celle de Luingne) passa aux Liedekerke, aux Basta (qui construisirent le château des comtes, où Charles vint passer une nuit) et aux Ennetières.
Florentine-Marie Basta, fille du Seigneur de Luingne, épouse en 1689 Louis-Charles-Ferdinand De Grimaldi, Prince de Monaco[réf. nécessaire].
Durant les guerres de Louis XIV, de La Lys à L'Escaut, les armées  érigèrent des buttes de terre (prélevée autour des fermes, d'où l'origine des douves qui les entourent). De part et d'autre, les troupes s'observaient. Depuis Tombrouck (45 mètres) les Anglais, avec Malborough, surveillaient les Français qui les surplombaient du haut de la Malcense (55 mètres). La région fut pillée et dévastée.
Des comptes situant la détresse du moment furent retrouvés : sur 535 personnes qui constituaient le village, 18 % furent considérés comme sans problème, 26 % avaient des difficultés à suivre, 31 % étaient pauvres, c'est-à-dire qu'ils ne mangeaient pas à leur faim et 24 % devaient tendre la main et mendier. Des quatre communes (Mouscron, Luingne, Herseaux, Dottignies) Luingne, bien qu'étant la plus petite, fut la plus atteinte.Voici en Florins les pertes subies une année par pillage, rançons, destructions incendies : Dottignies 5617, Herseaux 6207, Mouscron 8800, Luingne 14908.
1715, Les soldats hollandais gardent les frontières. Les pasteurs protestants essaient de convertir les habitants à la religion réformée. Peine perdue. Extrait d'un rapport de pasteur à son supérieur : «J'ai remarqué bien des défauts fort communs chez ces pauvres gens. L'ignorance, l'opiniâtreté, l'avarice sont les principaux… On ne saurait croire à quel point ces pauvres gens sont ignorants. Ajoutez à cela que la plupart sont d'une stupidité inconcevable… Le portrait que je viens de faire ne convient pas à tous. Je dois donc excepeter un petit nombre de gens».
À la révolution française, on ne peut plus pratiquer sa religion que si le prêtre n'a pas juré « fidélité à la Nation, à  la loi et au roi ». Le curé de Luingne fut parmi les nombreux réfractaires, ce qui entraîna sa déportation à l'île de Ré. Mais des inspecteurs vinrent espionner dans les villages et faire leur rapport. En voici un extrait : « Dans les communies que j'ai traversé cette nuit, j'ai vu les cabarets rendez-vous d'orgies crapuleuses et des chapelles illuminées où le fanatisme faisait se prosterner une foule d'idiots ».
1815 Guillaume d'Orange devient roi des Pays Bas et impose le néerlandais dans toute la Flandre... dont Luingne faisait partie. La langue courante de la région étant le picard. Il faudra attendre 1830 Pour revenir au bon sens.
La population du village s'élève en 1765 à 1 016 habitants, en 1801 à 756 habitants et en 1846 à 1 437 habitants.
Guerre 14-18. Luingne, à l'arrière du front, est soumis à des réquisitions allemandes. Le château Capelle est occupé par l'État-Major local. Les officiers et les soldats logeaient chez l'habitant et tout un détachement occupa la ferme Dassonvile. Les « fonceus » (fraudeurs) pris par les « diables verts » (les gendarmes allemands) furent enfermés au Banhof (le cachot) à Mouscron.
Le 30 juin 1924, le luingnois Omer Huyse remporte la 5e étape du Tour de France, Les Sables-d'Olonne-Bayonne, longue de 482 km.

### Enclave de Luingne
La section, comme avant elle la commune, a la particularité de posséder une enclave qui est séparée du village principal par les sections de Mouscron et Herseaux. Cette situation est attestée au moins depuis la révolution française. 

### Les diocèses
En 1117 une charte est signée par un certain Ernulfus de Luina. Le pape Pascal II (1090-1118) parle de l'autel de Luingne dans une des bulles. Dans une bulle de Clément III (1187 - 1191) il est confirmé que la chapelle de Luingne et ses terres sont données au chapitre de Tournai.
En 1146 l'évêché de Tournai se sépare de celui de Noyon et la cure de Luingne fait désormais partie du doyenné d'Helchin
En 1569 l'évêché divise ce doyenné en Helchin-Flamand et Helchin-Wallon, dont Luingne fait partie.
En 1801 Napoléon crée le diocèse de Gand et Luingne appartiendra au doyenné de Menin (comme Mouscron et Herseaux d'ailleurs)
En 1932 Monseigneur Lamiroy évêque de Bruges crée un doyenné francophone dans son diocèse flamand regroupant Mouscron-Comines et extensions.
En 1967 Le doyenné fut rattaché au diocèse de Tournai sous l'égide de Monseigneur Himmer.
En 1834 le pape rétablit le diocèse de Bruges et donc, retour au doyenné de Menin

## Armoiries officieuses
|  | Blasonnement : Ecartelé aux 1 et 4 de gueules au cavalier habillé d'azur monté sur un cheval galopant d'argent et brandissant une épée haute du même, qui est Basta, aux 2 et 3 d'argent à la barre hérissé de flammes de gueules, qui est Moradin, avec, sur le tout placé en abîme un écu d'argent à trois écussons d'azur chargés chacun d'une étoile à six rais d'or, qui est d'Ennetières, l'écu est sommé d'une couronne à trois fleurons d'or séparés par trois perles posées en trèfle. |

## Patrimoine et culture

### Patrimoine architectural

#### Monuments religieux

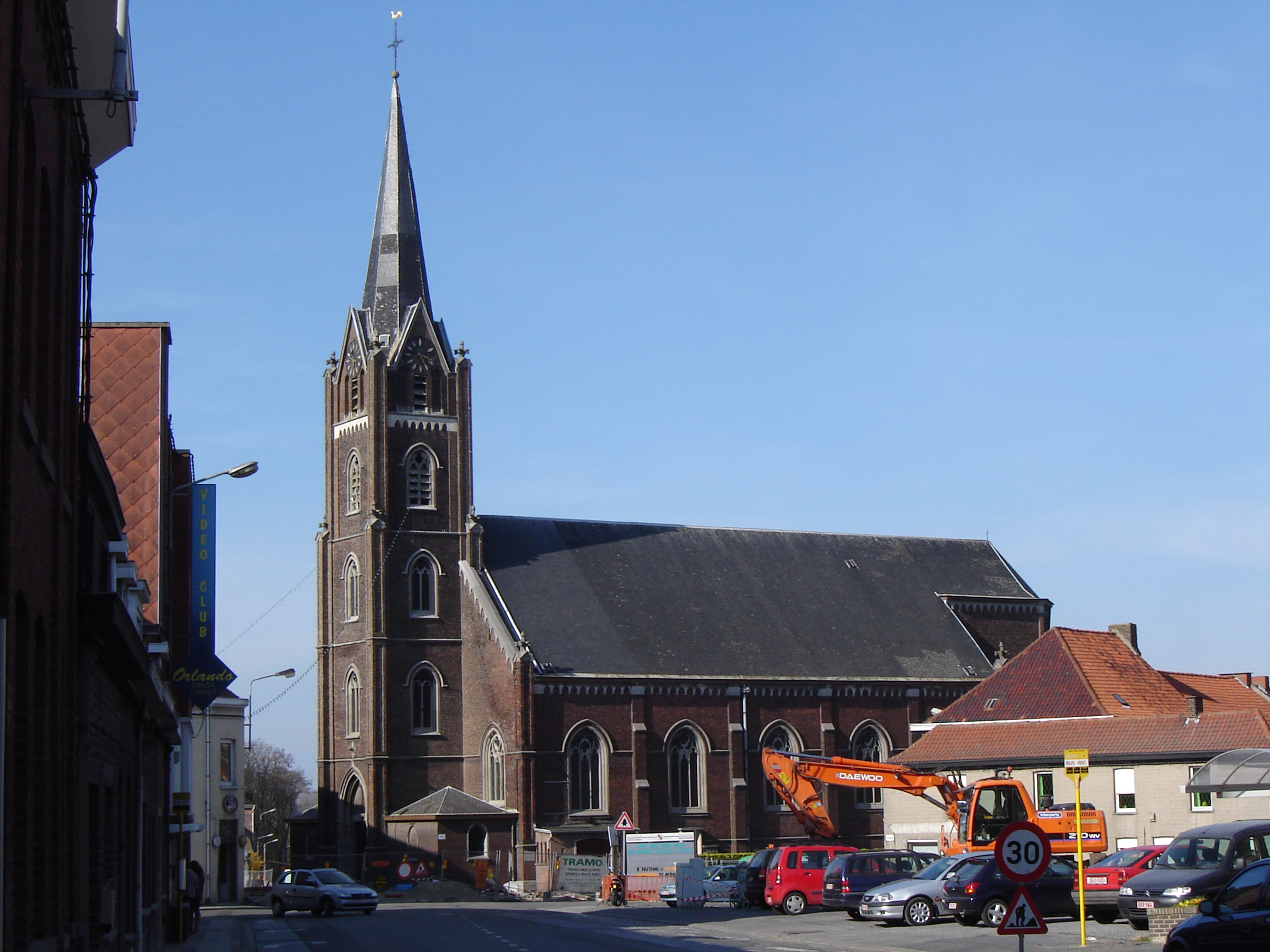
Église Saint-Amand.

Au cours des âges, l'église a toujours gardé le même emplacement. Il est d'ailleurs possible qu'un édifice de style roman s'élevait à cet endroit. Un dessin de Séraphin Vermote daté de 1813 la représente. Une condamnation pour destructions iconoclastes commises en l'église de Luingne le 24 août 1566 est connue par un jugement à Courtrai.
Les guerres de Louis XIV ne l'épargneront pas davantage et en 1676 une requête est présentée aux autorités pour la réparer
En 1794 à la révolution française, il fut établi un budget pour remplacer les biens pillés par les sans-culottes.
En 1848-1850, la vieille église étant devenue bancale et trop petite, il fut décidé de la démolir pour faire place à l'église Saint-Amand de style néogothique. Elle coûta 40 129 francs. Ses dimensions sont en longueur de 20 mètres, 18 mètres de largeur et 15 mètres de hauteur. Le clocher s'élevant à 42,80 mètres

#### Monuments civils
La ferme Goemare est un quadrilatère bas en briques remontant au troisième quart du XVIIIe siècle. mais largement reconstruit dans les siècles suivants.
Entourée d'eau et d'arbres, construite au milieu du XVIIIe siècle, remaniée au XIXe siècle et encore très récemment, la cense de Drumes est une ferme semi-clôturée groupant autour d'une cour irrégulière des bâtiments bas en briques que coiffent des toits de tuiles en bâtière à coyaux.
Quadrilatère daté de 1827, la ferme du Blanc Balot est constituée de bâtiments bas de briques sous toits de tuiles en bâtière à coyaux et pignons en épis.
La cense des Haies est une ferme en quadrilatère isolée, remontant au XVIIIe siècle mais presque entièrement reconstruite au siècle suivant.
La ferme de la Malcense est un quadrilatère bas en briques, intéressant surtout pour le petit corps d'entrée du XVIIIe siècle.
Partiellement entourée d'eau, la cense del Planque est un ensemble en ordre lâche de bâtiments de briques dominés par un haut corps de logis de la fin du XVIe siècle.

### Culture
- Les Petlessons fanfare explosive[11].
- U.M. Big Band de Luingne.
- Chorale CONTREPOINT.

#### Événements récurrents et festivités locales
- Ducasse da la Trinité.
- Ducasse du Bornoville.
- Ducasse Nell.

## Lieux publics

### Le cimetière
En novembre 1887, le conseil communal constate que le cimetière autour de l'église de Luingne ne mesurant en superficie que 9 ares 25 est devenu insuffisant. Trois ans plus tard il est remplacé par celui que nous connaissons actuellement. Depuis le 15 décembre 1890 les inhumations ont cessé dans l’ancien cimetière qui entoure l’église.
Actuellement, il y a deux entrées : la principale dans la rue Curiale et l'autre le long du parking Nell.

### La maison communale
Le 6 mars 1951, le conseil communal de Luingne demande l’autorisation au gouverneur de la province de Flandre-Occidentale de faire l’acquisition d’une maison sur la place d’une valeur de 250 000 francs (6 250,00 €).
Cet achat suivi de l’occupation de l’immeuble prendra le temps que la lenteur administrative exige et le 21 août 1965, les services du secrétariat communal aménageront leurs bureaux dans la nouvelle maison communale, rue Hocedez, 10.
À partir du 1er janvier 1977, à la suite de la fusion des communes, les locaux de la maison communale deviendront une antenne administrative de l’hôtel de ville de Mouscron.

## Galerie

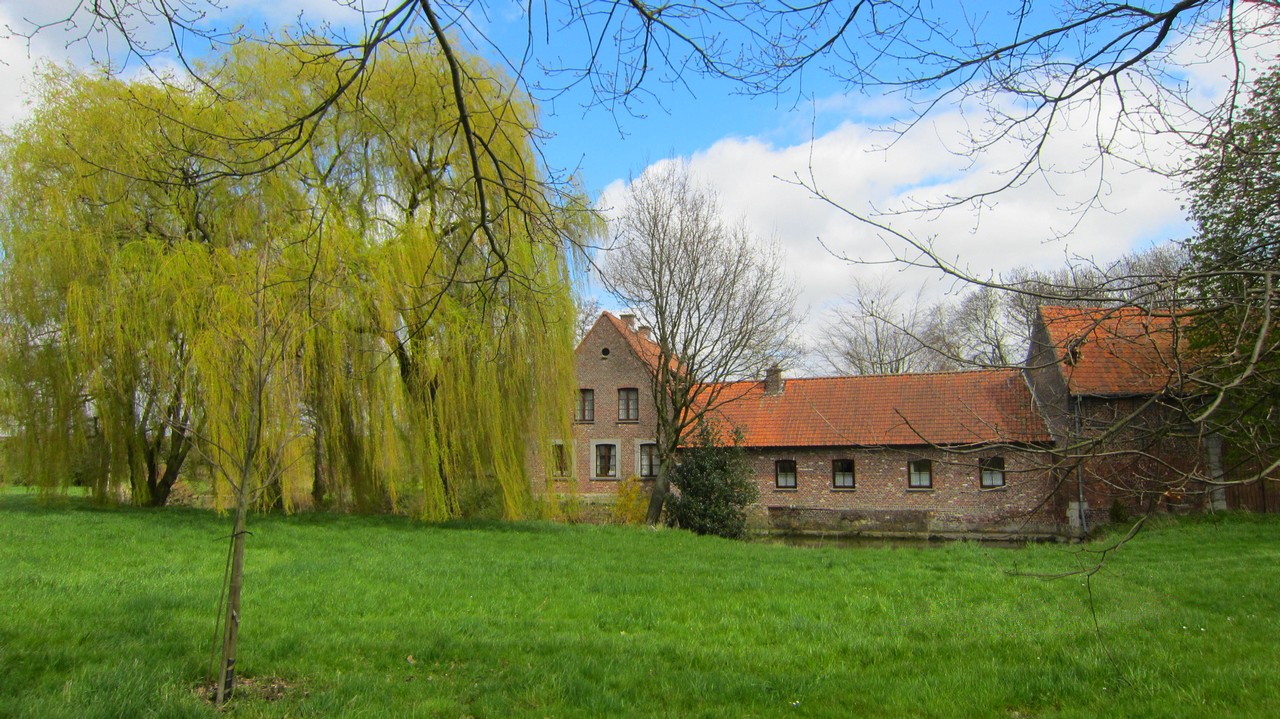
L'ancienne ferme Dumortier.
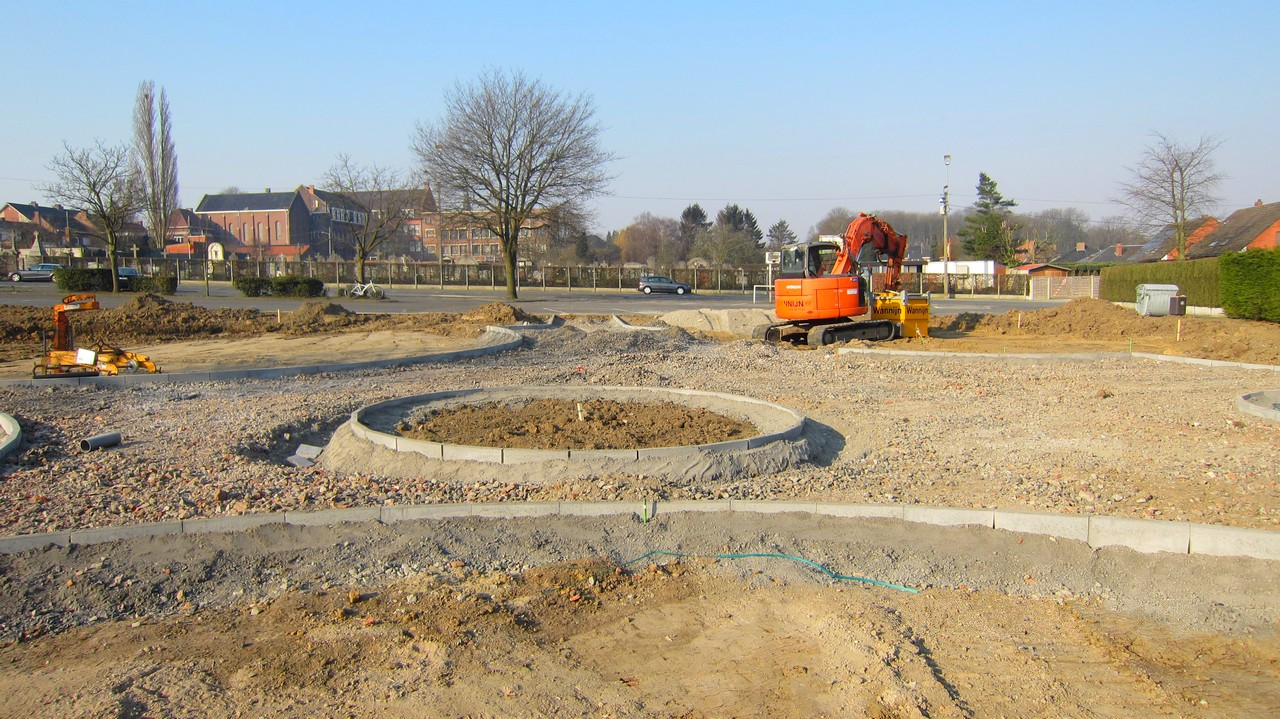
Construction de la plaine du parking Nell.
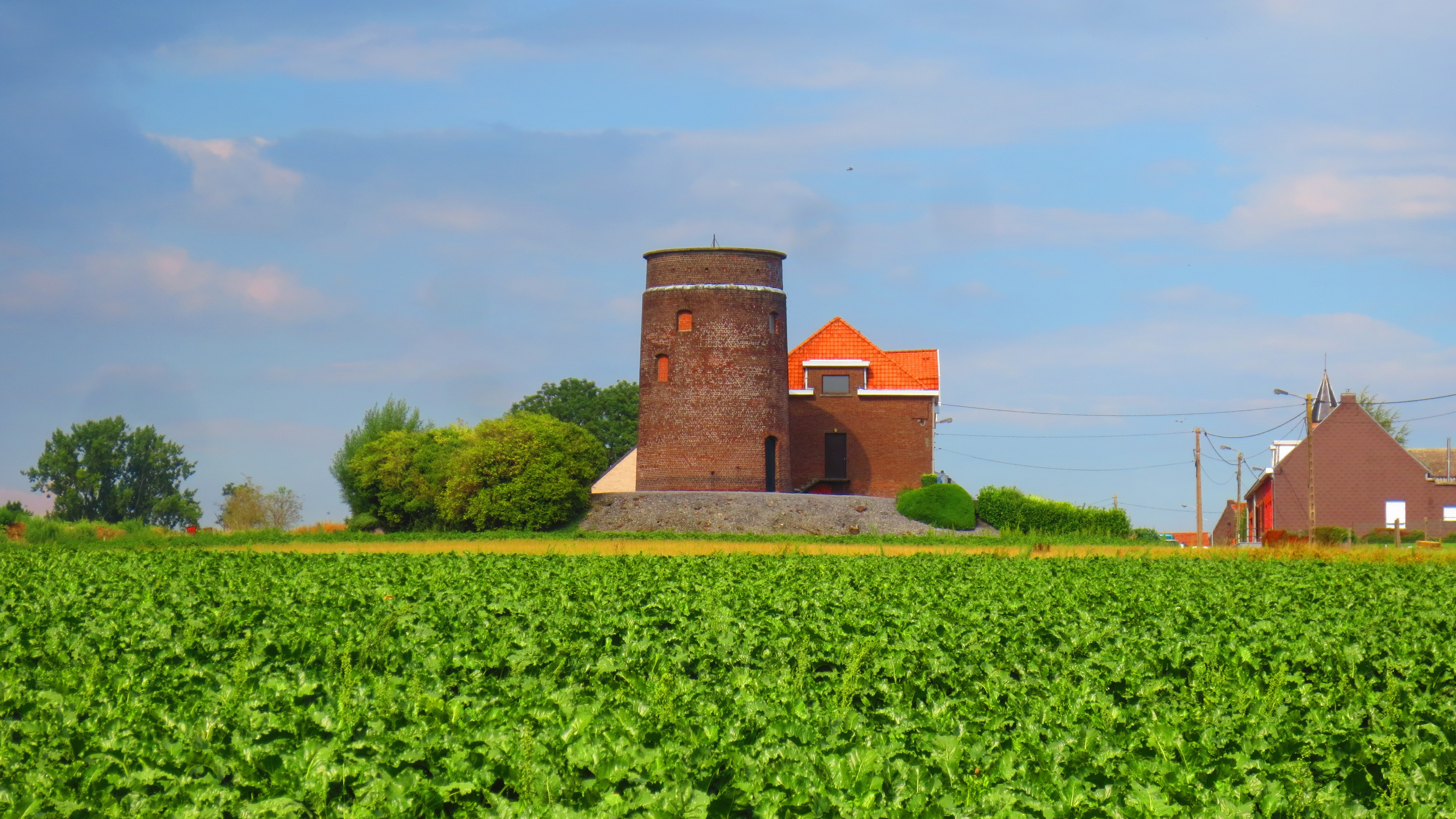
Le moulin.
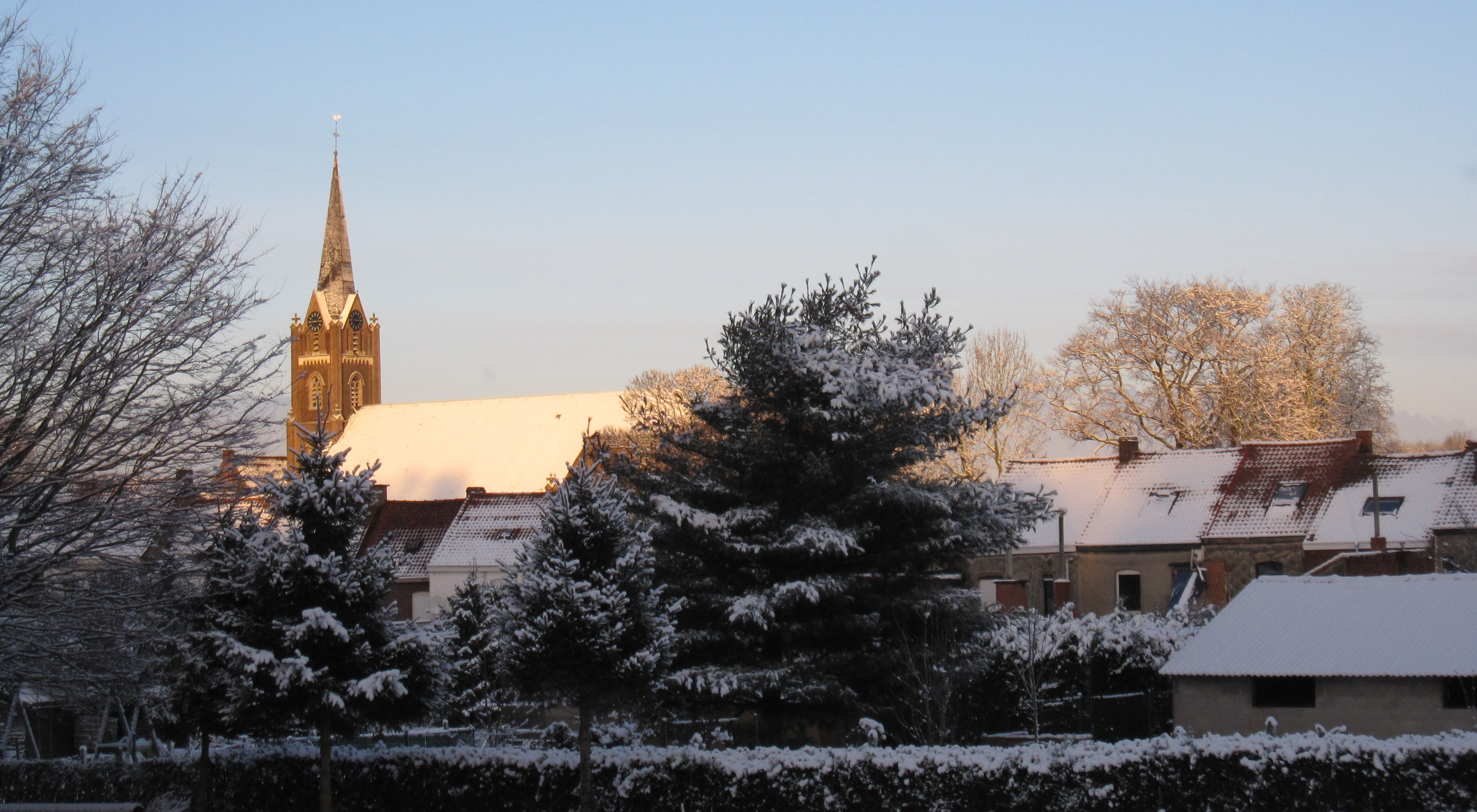
L'église.
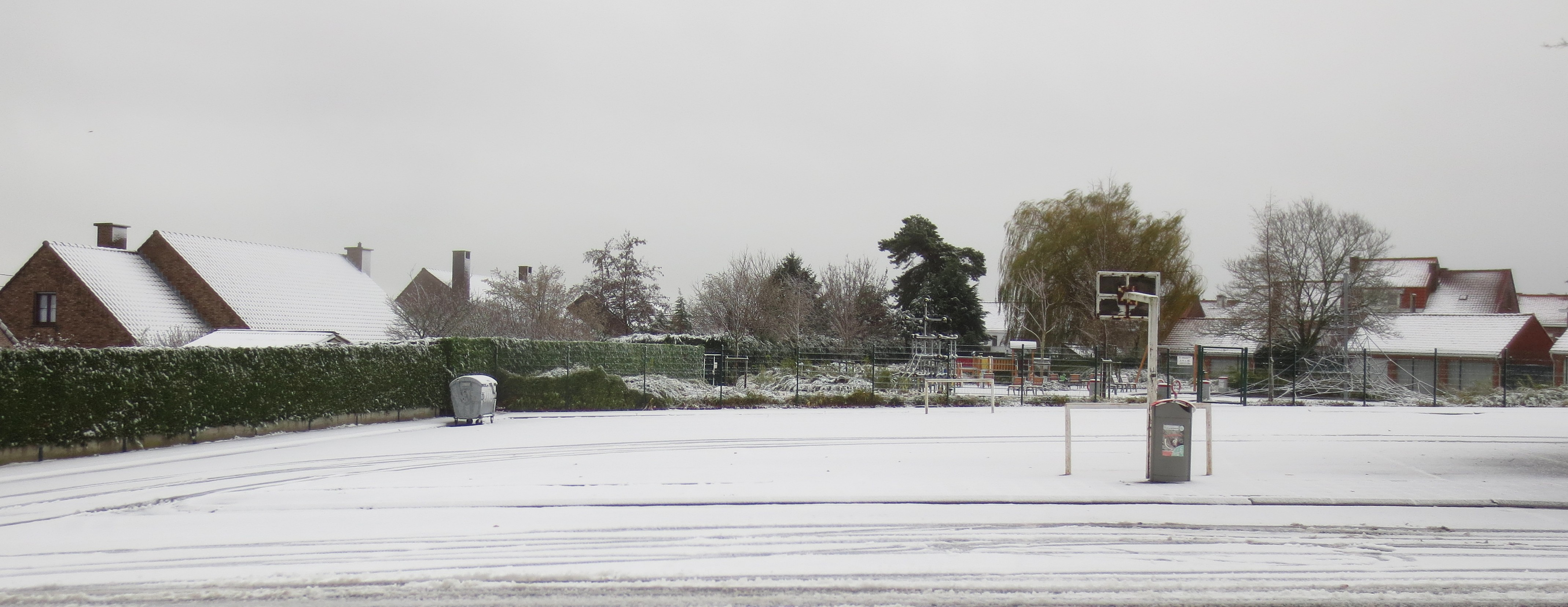
La plaine de jeux.
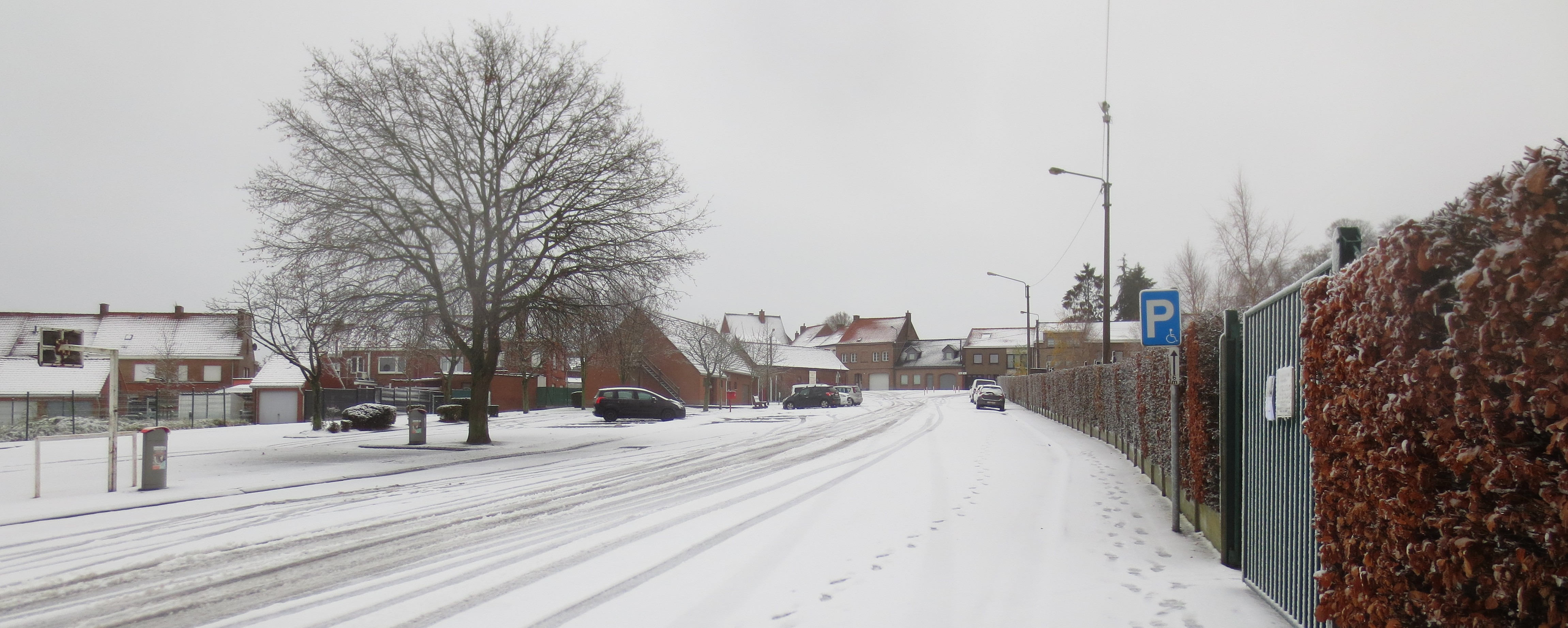
Le parking Nell.

## Sports et vie associative

### Sports
Luingne compte : 
- un club de football, le RFC Luingne ;
- un club de jogging Le Jogging Club Luingne.

## Source
- Périodique informatif du village de Luingne.